# Большой Черкасский переулок
Большо́й Черка́сский переу́лок (в XVII веке вначале — Гра́мотин переу́лок, затем — Посо́льская у́лица) — переулок в Центральном административном округе города Москвы, в Китай-городе. Проходит от Никольской улицы до улицы Ильинки, лежит между Новой Площадью и Богоявленским переулком параллельно второму, пересекает Старопанский переулок, за Ильинкой переходит в Никольский переулок. Нумерация домов ведётся от Никольской.

## Происхождение названия
Название XVIII века, дано по домовладению, принадлежавшему князю П. Черкасскому. До этого вначале именовался Грамотиным переулком по двору дьяка И. Грамотина, упомянутого в документе 1638 года, затем, после его передачи в ведение Посольского приказа в XVII веке, стал называться Посольской улицей, и лишь в XVIII веке за переулком закрепилось его нынешнее название.

## Примечательные здания и сооружения
По нечётной стороне:
- № 1/12/2 — Доходный дом Орлова-Давыдова с магазинами (1870, архитектор Р. Гёдике; 1910; 1935, архитекторы Д. Фридман, И. Ловейко), последняя реконструкция в 2010-е года, ценный градоформирующий объект[2] Ранее участок принадлежал Измайловым (XVIII век), генералу П. Талызину (1778—1785), Н. П. Шереметеву (конец XVIII века), графам Орловым и Орловым-Давыдовым (на протяжении XIX века). В 1830—1850-е года там размещалась аптека Карла Феррейна, в 1908—1918 — текстильное товарищество Август Шрадер;
- № 1/3 стр. 1 —
- № 5 —
- № 7/8, строения 1А,1Б,1В, 2, 3 — Ансамбль домов Московского купеческого общества (1882, архитектор Б. Фрейденберг; 1904; 1950-е), ценный градоформирующий объект[2];
- № 7 стр. 1 — Торговый дом Московского купеческого общества (1909—1911, архитектор Ф. Шехтель);
- № 9 — Торговый дом князя А. Н. Голицына — Товарищества Г. С. Понизовского (1901, архитектор А. Мейснер[3], надстроен в 1911 году по проекту архитектора С. Гончарова), ценный градоформирующий объект[2]. Дом в стиле модерн украшен тяготеющей к Ар Нуво декоративной лепниной[4];
- № 11 — Доходный дом купца Носова (начало XIX века, 1870—1890-е года)[2];
- № 13/14, строения 3, 4 — Доходный дом купцов Козновых (конец XVIII века; начало XIX века; 1875, архитектор Г. Пономарёв; 1899—1900, архитектор О. Пиотрович), ценный градоформирующий объект[2];
- № 15 — Торговый дом А. П. Гуськова (1902—1903, архитектор А. Иванов[5]), ценный градоформирующий объект[2]. Здание с симметричным пятичастной структуры фасадом стилистически тяготеет к рациональному модерну. Средняя часть здания выделена высоким аттиком и проездной аркой во двор с воротами в стиле модерн[4];
- № 17, строение 1в — Доходный дом П. Г. Шелапутина (XIX век, начало XX века; 1930-е года), ценный градоформирующий объект[2];
- № 19/13 — Торговый дом Т. Д. Шелапутина (1902, архитектор П. Щекотов; перестроено в 1911 году арх. И. Барютиным).

По чётной стороне:
- № 2/10 — Доходный дом Шереметевых — Правление и оптовый склад товарищества парфюмерного производства «Брокар и Ко» (1898—1900, архитектор А. Мейснер; надстроен в 1910-х годах), ценный градоформирующий объект[2]. Здание периода поздней эклектики обильно украшено барочно-классическим декором[4];
- № 4, строение 1 (восточная часть) — Торговый дом А. Г. Хаджи-Консты (1891, архитектор К. Буссе), ценный градоформирующий объект[2];
- № 4, строение 1 (западная часть) — Главный дом городской усадьбы Одоевских — Черкасских — Шереметевых — Хаджи-Консты (XVIII—XIX века), выявленный объект культурного наследия[2];
- № 6/7, строения 1, 2 — Дом доходный М. А. Александрова (1898—1899, архитектор А. Иванов; бетонный переход между корпусами построен в 1906 году по проекту А. Зеленко), ценный градоформирующий объект[2]. Дом является ранним примером торговых зданий, в структуре которого отразились отдельные приёмы зарождающегося функционализма[4];
- № 8/6 — Гостиница — Доходный дом Н. Я. Лопатина (1874, архитектор Н. Никитин), ценный градоформирующий объект[2].